# Елизавета Генриетта Гессен-Кассельская
Елизавета Генриетта Гессен-Кассельская (нем. Elisabeth Henriette von Hessen-Kassel; 18 ноября 1661, Кассель — 7 июля 1683, Кёльн, ныне в составе Берлина) — принцесса Гессен-Касселя, курпринцесса Бранденбургская, первая супруга курпринца Фридриха, ставшего впоследствии первым королём Пруссии Фридрихом I.

## Биография
Елизавета Генриетта родилась в семье ландграфа Вильгельма VI Гессен-Кассельского и его супруги Гедвиги Софии Бранденбургской. После ранней смерти отца её мать, сестра великого курфюрста Вильгельма I, позаботилась о воспитании дочери в протестантском вероисповедании. Ландграфиня устроила и брак дочери со своим племянником Фридрихом, курпринцем Бранденбурга, которому прочили в невесты также одну из сестёр императора Леопольда I. Елизавета Генриетта и Фридрих были знакомы с детства и испытывали друг к другу искренние чувства. В 1676 году состоялась их официальная помолвка, хотя они были тайно помолвлены ещё за три года до этого.
В апреле 1678 года Гедвига София вместе с дочерью отправилась в Берлин. Свадьба состоялась лишь спустя год из-за финансовых трудностей, после заключения Нимвегенского мира. 13 августа 1679 года Елизавета Генриетта и Фридрих сочетались браком в Берлинском дворце.
Супруги проживали в Кёпеникском дворце, который в 1677—1681 годах был перестроен для Фридриха. 29 сентября 1680 года родился их единственный ребёнок — дочь Луиза Доротея София, названная в честь трёх своих бабушек. В 1700 году она вышла замуж за Фридриха Гессенского, занявшего впоследствии шведский престол.
Спустя три года после рождения дочери Елизавета Генриетта умерла в возрасте 21 года от оспы. Её муж тяжело переживал утрату. Елизавета Генриетта похоронена в Берлинском соборе.